# Писанка Руслана Ігорівна
Русла́на І́горівна Пи́санка (Писанко) (17 листопада 1965 , Київ  — 19 липня 2022 , Кайзерслаутерн, Рейнланд-Пфальц ) — українська телеведуча та акторка театру і кіно. Найбільш відома за ролями у фільмах «Москаль-чарівник», «Вогнем і мечем» та «Таксі для ангела».

## Життєпис

### Ранні роки
Народилася 17 листопада 1965 року в Києві в родині інженерки-зв'язківиці Діни Писанко (1941—2022) та кінооператора та лауреата Національної премії України імені Тараса Шевченка Ігоря Писанка (1941—2010).
Після закінчення школи вона вступила до Київського Державного інституту театрального мистецтва ім. Карпенка-Карого на факультет режисури телебачення. Зніматися вона почала ще в інституті. У 1991 році дебютувала в епізодичній ролі у фільмі «Круїз, або подорож розлучення». Потім вона знялася в короткометражному фільмі «Трамвай удачі».

### Початок кінокар'єри
Після закінчення інституту Писанка зіграла роль Меї в еротичній комедії Андрія Бенкендорфа «Кілька любовних історій». Після цієї ролі за нею закріпився неофіційний титул «секс-символу» України.
У 1995 році вона зіграла свою першу головну роль у фільмі «Москаль-чарівник». Картина взяла кілька почесних премій, а гра головних акторів була відмічена Державною премією України імені Олександра Довженка.
З 1996 року працювала в телевізійному агентстві «Вікна» режисером інформаційної програми «Вести» та тележурналу «Люди». А потім їй запропонували стати ведучою програми «Погода», яку вона вела впродовж семи років на телеканалі «Інтер».
У 1999 році вона зіграла роль відьми Горпини у стрічці польського режисера Єжи Гоффмана «Вогнем і мечем».
У травні 2000 року Писанка знялася у відеокліпі «Синий платочек», де була як виконавцем, так і режисером разом зі своїм братом Олегом Писанком. Кліп був номінований на «Найкращий режисерський дебют року» на церемонії нагородження кращих кліпмейкерів України, яку щорічно проводило творче агентство «Територія А».
Після кількох епізодичних ролей, у 2001 році Руслана Писанка отримала головну роль в історичному мінісеріалі «Чорна рада», де вона втілила образ Мелашки. Ця робота принесла їй почесну нагороду — Орден Святого Володимира.

### Кар'єра ведучої
Згодом її запросили до Москви, де вона стала учасницею ток-шоу «Принцип домино» на каналі НТВ. У 2003 році Руслана Писанка стала співведучою програми «Страна советов» на тому ж каналі.
У 2004 році вона знялася в мюзиклах «Сорочинський ярмарок» та «Три мушкетери», в останньому вона зіграла Портоса.
У 2006 році Руслана Писанка брала участь у першому сезоні шоу «Танці з зірками» у парі з танцюристом Миколою Коваленком. Пара зайняла 3-е місце. Того ж року відбулася прем'єра телесеріалу «Таксі для ангела», де вона зіграла роль письменниці детективів Мінни. Після цієї роботи наступного року вона знялася у комедійному фільмі голландського режисера Йоса Стеллінга «Душка» (2007), де зіграла матір головного героя.

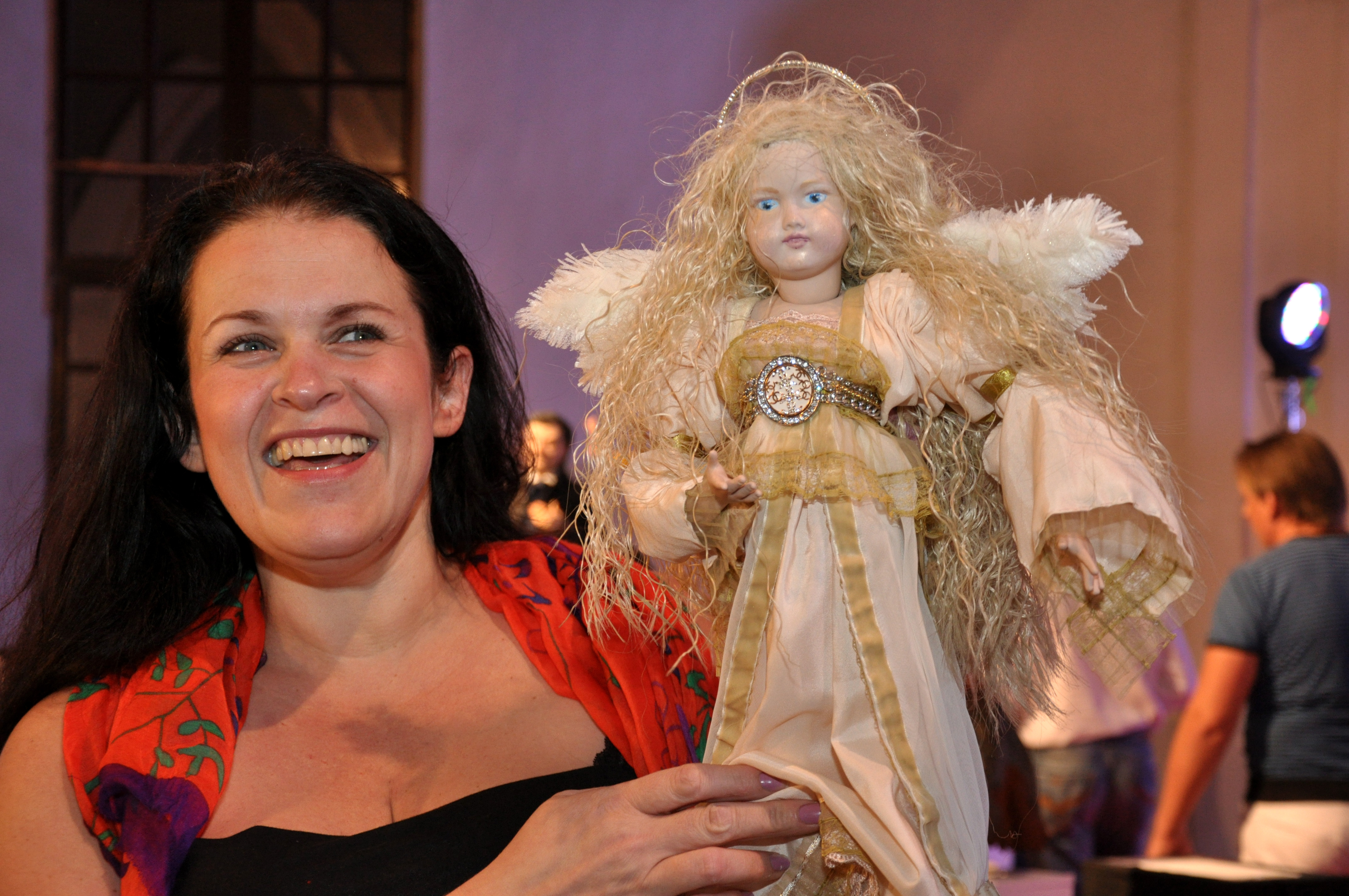
Писанка на благодійному аукціоні Київська казка-2011

30 серпня 2008 року відбулася прем'єра реаліті-шоу «Службовий романс» на телеканалі «Інтер», ведучими якого стали Руслана Писанка та Володимир Зеленський.
У 2009 році випустила кулінарну книгу «Кулинарные соблазны от Киевской Руси».
Писанка співала в дуеті з українським оперним співаком Володимиром Гришком у телепроєкті «Зірка+Зірка» на каналі «1+1» у 2010 році.
У 2013 взяла участь у реаліті-шоу «Вишка» на телеканалі «1+1», де дійшла до фіналу і зайняла 5-те місце.
Ведуча денного інфотейнмент-шоу Твій День, що демонструється з 24 травня 2021 року на телеканалі «1+1».

### Перерва в кінокар'єрі та театр
Писанка знімалася в кіно до 2015 року, тоді ж вона вирішила зробити перерву в кінокар'єрі й зосередитися на роботі в театрі.
13 жовтня 2016 року в Україні відбулася прем'єра повнометражного анімаційного фільму режисера Манука Депояна «Микита Кожум'яка», у якому Писанка озвучила лиходійку Сірінгу.
У 2017 році Писанка та її чоловік Ігор Ісаков стали учасниками реаліті-шоу «Зважені та щасливі» на телеканалі СТБ.

### Повернення до кіно
25 лютого 2019 року відбулася прем'єра костюмованої драми «Кріпосна» на каналі СТБ, де епізодично роль артистки Ніжинського театру Алевтини Канатоходової зіграла Писанка. Це була її перша акторська роль у кіно за чотири роки.
12 травня 2020 року розпочався показ детективного телесеріалу «Філін» головну роль в якому вона зіграла. Як стверджувала сама Руслана Писанка, за останні двадцять років це була її перша велика роль у багатосерійній картині.

### Особисте життя
З першим чоловіком, телеоператором, Іваном Писанка прожила 5 років у цивільному шлюбі. Другий чоловік — бізнесмен Ігор Ісаков. Пара побралася в 2012 році.

### Смерть

Могила Руслани Писанки та її матері, Берковецьке кладовище

У лютому 2022 року, після початку повномасштабного вторгнення Росії до України, Руслана Писанка виїхала до Німеччини, де місцеві лікарі діагностували у неї важке онкологічне захворювання.
Руслана Писанка померла в ніч 18 на 19 липня 2022 року у місті Кайзерслаутерн. Повідомляється, що вона померла від агресивної форми раку. 21 липня тіло акторки було кремовано.
21 серпня 2022 року в Спасо-Преображенському соборі в Києві відбулася церемонія прощання з Русланою Писанкою, а також із її матір'ю Діною Василівною, тіло якої також було кремовано. Після церемонії урни з прахами поховали на Байковому кладовищі. В жовтні 2023 року, за повідомленням чоловіка покійної Ігоря Ісакова, дружину разом із тещею було перепоховано на Берковецькому кладовищі, де вже поховано її брата й батька (ділянка № 19, 50°30′1.77″ пн. ш. 30°23′28.5″ сх. д. / 50.5004917° пн. ш. 30.391250° сх. д.).

## Творчість

### Телебачення
| Рік  | Назва              | Роль                 | Канал | Нотатки                               |
| ---- | ------------------ | -------------------- | ----- | ------------------------------------- |
| 2006 | Танці з зірками    | Грає себе (учасниця) | 1+1   | У парі з Миколою Коваленком           |
| 2008 | Службовий романс   | Грає себе (ведуча)   | Інтер | У парі з Володимиром Зеленським       |
| 2010 | Зірка+Зірка        | Грає себе (учасниця) | 1+1   | У парі з Володимиром Гришком          |
| 2013 | Вишка              | Грає себе (учасниця) | 1+1   |                                       |
| 2017 | Зважені та щасливі | Грає себе (учасниця) | СТБ   | У парі з її чоловіком Ігорем Ісаковим |

### Музичні відео
| Рік  | Назва                 | Виконавець          | Роль         | Дж.    |
| ---- | --------------------- | ------------------- | ------------ | ------ |
| 2000 | Синий платочек        | Руслана Писанка     |              | [ 22 ] |
|      | Шаланды полные кефали | Михайло Поплавський | Рибачка Соня | [ 23 ] |

### Фільмографія
| Рік  | Українська назва            | Оригінальна назва                | Роль               | Нотатки                                 |
| ---- | --------------------------- | -------------------------------- | ------------------ | --------------------------------------- |
| 1991 | Круїз, або Розлучна подорож | Круиз, или Разводное путешествие |                    | Епізодична роль                         |
| 1993 | Трамвай удачі               | Трамвай удачи                    |                    | Короткометражний фільм, епізодична роль |
| 1994 | Кілька любовних історій     | Несколько любовных историй       | Мея                | Головна роль                            |
| 1995 | Москаль-чарівник            |                                  | Тетяна             | Головна роль                            |
| 1995 | Яблуко                      | Яблоко                           |                    | Короткометражний фільм, головна роль    |
| 1996 | Російський народний триллер | Русский народный триллер         |                    | Короткометражний фільм                  |
| 1997 | Принцеса на бобах           | Принцесса на бобах               | Люда               | Озвучена іншою акторкою                 |
| 1998 | Бери шинель…                | Бери шинель…                     |                    |                                         |
| 1999 | Вогнем і мечем              | пол. Ogniem i mieczem            | відьма Горпина     |                                         |
| 2006 | Просто пощастило            | Просто повезло                   | Тетяна             |                                         |
| 2007 | Душка                       | нід. Duska                       | Вагітна в автобусі | Епізодична роль                         |
| 2007 | Місяць-Одеса                | Луна-Одесса                      | Люба               |                                         |
| 2008 | Рука на щастя               | Рука на счастье                  | Клавдія            |                                         |
| 2012 | Ржевський проти Наполеона   | Ржевский против Наполеона        | мадам Головіна     |                                         |
| 2014 | Кавказька полонянка!        | Кавказская пленница!             | таксистка          |                                         |
| TBA  | Демони                      |                                  | Ніна               | Остання роль акторки                    |

| Рік  | Українська назва          | Оригінальна назва         | Роль                | Нотатки         |
| ---- | ------------------------- | ------------------------- | ------------------- | --------------- |
| 2000 | Чорна рада                |                           | Мелашка             |                 |
| 2003 | Москва. Центральний округ | Москва. Центральный округ | Дар'я Стрельцова    |                 |
| 2004 | Три мушкетери             | Три мушкетёра             | Портос              | Телефільм       |
| 2005 | Сорочинський ярмарок      | Сорочинская ярмарка       | акторка на ярмарку  | Телефільм       |
| 2006 | Петя чудовий              | Петя Великолепный         | Віра                |                 |
| 2006 | Таксі для ангела          | Такси для ангела          | Мінна Майерлінг     |                 |
| 2006 | Угон                      | Угон                      | Маша                |                 |
| 2007 | Лузер                     | Лузер                     | Люся                | Телефільм       |
| 2007 | Садівник                  | Садовник                  | Зіна                | Телефільм       |
| 2008 | Нічна зміна               | Ночная смена              | асистент по акторах |                 |
| 2008 | Сила тяжіння              | Сила притяжения           | Люся                |                 |
| 2009 | Як козаки…                | Как казаки…               | козачка             | Телефільм       |
| 2010 | Свати                     | Сваты                     | Ніна Сергіївна      |                 |
| 2013 | 1+1 удома                 | 1+1 дома                  | дружина генерала    | Телефільм       |
| 2015 | Безсмертник               | Бессмертник               | Оксана              |                 |
| 2019 | Кріпосна                  | Крепостная                | Алевтина Прохорівна | Епізодична роль |
| 2020 | Кришталева мрія           | Хрустальная мечта         | Тома                |                 |
| 2020 | Філін                     |                           | Зоя Кавун           | Головна роль    |

| Рік       | Українська назва            | Оригінальна назва         | Роль             |
| --------- | --------------------------- | ------------------------- | ---------------- |
| 1996      | Місія нездійсненна          | англ. Mission: Impossible |                  |
| 2001—2005 | Гаррі Поттер (4 частини)    | англ. Harry Potter        |                  |
| 2002      | Йшов трамвай дев'ятий номер |                           |                  |
| 2005      | Мадагаскар                  | англ. Madagascar          |                  |
| 2011      | Тачки 2                     | англ. Cars 2              | Холлі Тіпкронік  |
| 2016      | Микита Кожум'яка            |                           | Відьма / Сірінга |

### Театр
| Назва                                  | Режисер          |
| -------------------------------------- | ---------------- |
| «Великий переполох у маленькому місті» |                  |
| «Вечори на хуторі біля Диканьки»       | В'ячеслав Жила   |
| «Витівки янголів»                      |                  |
| «Джекпот для Какаду»                   |                  |
| «Женихи»                               |                  |
| «Одеса мама»                           | Ігор Славинський |
| «Пригоди італійців в Італії»           | В'ячеслав Жила   |
| «Толік-молочар»                        |                  |

## Нагороди
- Лауреат Державної премії України імені Олександра Довженка за акторську роботу у фільмі «Москаль-чарівник».
- Орденом Святого Володимира за акторську роботу в мінісеріалі «Чорна рада».